# Hilde Dobiasch
Hilde Dobiasch (5 de outubro de 1954) é uma ex-ciclista austríaca. Competiu na prova de estrada individual feminina nos Jogos Olímpicos de Verão de 1984 em Los Angeles. Terminou na 38ª posição.